# Honduras de la Sierra
Honduras de la Sierra es una localidad del estado mexicano de Chiapas. Es la cabecera del municipio de Honduras de la Sierra.

## Demografía
| Gráfica de evolución demográfica |
|                                  |

| Censo | Población |
| ----- | --------- |
| 1910  | 263       |
| 1921  | 357       |
| 1930  | 364       |
| 1940  | 498       |
| 1950  | 656       |
| 1960  | 648       |
| 1970  | 771       |
| 1980  | 214       |
| 1990  | 385       |
| 2000  | 406       |
| 2010  | 507       |
| 2020  | 626       |